# Lučina (Serbia)
Lučina (cyr. Лучина) – wieś w Serbii, w okręgu rasińskim, w gminie Ćićevac. W 2011 roku liczyła 811 mieszkańców.